# JUN (ファッションモデル)
JUN HAGAN（ジュン　ヘイガン、1983年10月24日 - ）は日本の男性ファッションモデル、「HAGAN Garment Poets」アパレルデザイナー。

## 人物
ニュージーランド生まれ大阪府大阪市出身、日本とニュージーランドのハーフ。
大阪インターナショナルスクール出身。
MEN'S NON-NOなどの人気ファッション雑誌のモデルとして数多く活躍。パリやミラノといった海外のファッションショーのモデルの経験もある。
同じくモデルのLYOKIらと組んでいたバンドTRIOLではベースを担当していた。
2009年s/sコレクションより緻密なディテールと大胆なアレンジを得意とする「旅」をテーマにしたファッションブランド「HAGAN」を立ち上げ、デザイナーとして活躍する。
その他、ライブペインティングなどのクリエイターとしても多彩な才能を発揮し多方面にて活躍する。

## 出演

### 雑誌
- MONOCLE
- UOMO
- Men's JOKER
- HUGE
- WARP
- ローリング・ストーン
- COVER magazine
- MEN'S NON-NO
- DAZED&CONFUSED
- POPEYE
- smart
- BRUTUS
- COOL TRANS
- FINEBOYS
- BOON
- UNDERCOVERISM Less but Better. (e-MOOK).
- relax
- Hign Fashion
- NYLON JAPAN
- マンスリーＭ
- Samurai magazine
- FADER JAPAN
- hrill
- MJ
- IN RED
- GINZA
- GQ
- spring
- UOMO
- VOGUE（台湾・韓国）
- M'S（台湾）

...etc. 

### Still
- GDC
- HYSTERIC GLAMOUR
- RED MOON
- UNIQLO
- LEVI'S
- EDWIN
- NIKE
- SObasic（韓国）
- initial（香港）

...etc.　　 

### CM
- Right-ON
- MEN'S NON-NO
- TDK
- HONDA

### Show
- NUMBER(N)INE
- LAD MUSICIAN
- FACTOTUM
- TETEHOMME
- MARGARET HOWELL
- MILK BOY
- MALKO MALKA
- SOSU
- COMME CA COLLECTION
- HERMES HOMME
- JOE casely-Hayford
- ROEN（ミラノ）
- 東京コレクション
- パリコレクション
- ミラノコレクション

...etc.

### その他
- 丸井 MEN'S Voi
- FELISSIMO [ haco ] - JPEGG
- レスリー・キー写真集（2010年）に参加

...etc.